# كلود بيري
كلود بيري (بالفرنسية: Claude Berri)‏ (ولد يوم 1 يوليو 1934 في باريس; توفي 12 يناير 2009 ebenda) هو مخرج، ممثل ومنتج سينمائي فرنسي.

## أفلامه

### الإخراج
- 1962: Le Poulet (+ منتج)
- 1964: Les Baisers (الإخراج لحلقة « Baiser de 16 ans »)
- 1964: الحظ (La chance) (الإخراج و كتابة النص للجزء الأول)
- 1967: الرجل الكهل و الطفل (Le Vieil homme et l'enfant) (+ كتابة النص)
- 1969: الزواج (Mazel Tov ou le Mariage) (+ كتابة النص, ممثل, منتج)
- 1970: Le Pistonné (+ كتابة النص, منتج)
- 1970: Le Cinéma de papa (+ كتابة النص, ممثل)
- 1972: Sex-Shop (+ كتابة النص, ممثل)
- 1975: Le Mâle du siècle (+ كتابة النص, ممثل, منتج)
- 1976: الفرنسيات الصغيرات – المرة الأولى (La première fois) (+ كتابة النص)
- 1977: كل بداية هي ممتعة (Un moment d'égarement) (+ كتابة النص)
- 1980: Je vous aime (+ كتابة النص)
- 1981: Le Maître d'école (+ كتابة النص)
- 1983: على عتبة الليل (Tchao Pantin) (+ كتابة النص)
- 1986: جان دي فلوريت (+ أقلمة النص من رواية ل مارسيل بانيول)
- 1986: Manons Rache (Manon des sources) (+ أقلمة النص من رواية ل Marcel Pagnol)
- 1990: Uranus (Uranus) (+ كتابة النص) – عن رواية لـ مارسيل إيميه
- 1993: Germinal (+ كتابة النص, منتج) – عن رواية لـ إميل زولا
- 1996: Lucie Aubrac (+ كتابة النص)
- 1999: La Débandade (+ كتابة النص) (+ ممثل, تحت اسمه الشخصي Claude Langmann)
- 2001: Une femme de ménage (+ كتابة النص, منتج)
- 2007: سويا ليس المرء وحيدا للغاية (+ كتابة النص, منتج) – عن رواية لـ Anna Gavalda

### كتابة النص
- 1961: Janine, من موريس بيالا (كاتب النص, الحوار + ممثل)
- 1972: L'Œuf (مقتبس)
- 1984: المذنبة هي رييو (Blame it on Rio) – إخراج: ستانلي دونين; كل بداية هي ممتعة
- 1985: Le Fou de guerre (الاقتباس للفرنسية, + منتج)

## روابط خارجية
- كلود بيري على موقع IMDb (الإنجليزية)
- كلود بيري على موقع ميتاكريتيك (الإنجليزية)
- كلود بيري على موقع روتن توميتوز (الإنجليزية)
- كلود بيري على موقع مونزينجر (الألمانية)
- كلود بيري على موقع قاعدة بيانات الأفلام العربية
- كلود بيري على موقع ألو سيني (الفرنسية)
- كلود بيري على موقع تيرنر كلاسيك موفيز (الإنجليزية)
- كلود بيري على موقع أول موفي (الإنجليزية)
- كلود بيري على موقع قاعدة بيانات الأفلام السويدية (السويدية)
- كلود بيري على موقع إن إن دي بي (الإنجليزية)